# Eleonora Marie z Valdštejna
Eleonora Marie z Valdštejna, celým jménem Eleonora Marie hraběnka z Valdštejna (německy Eleonore Maria, Gräfin von Waldstein, 22. srpna 1687 – 20. září 1749) byla česká šlechtična z rodu Valdštejnů.

## Život
Narodila se jako dcera významného diplomata a politika, hraběte Karla Arnošta z Valdštejna (13. května 1661 – 7. ledna 1713) a jeho manželky Marie Terezie rozené hraběnky z Losensteinu († 20. srpna 1729). Její otec Karel Arnošt byl c.k. nejvyšší komorník, tajný konferenční rada a jako císařský vyslanec působil v Lisabonu, Paříži a Londýně. Eleonora Marie měla sestru Marii Karolínu Terezii (1702–1780), později provdanou za knížete Jana Jiřího Kristiána z Lobkowicz.

### Manželství a rodina
Dne 30. ledna 1706 se provdala za svého bratrance, hraběte Jana Josefa z Valdštejna, (1684–1731), který tímto sňatkem rozšířil rodový majetek.
Z jejich manželství se narodily tři dcery, z nichž dvě však zemřely v dětství: 
- Dospělého věku se dožila jen nejstarší Anna Marie Terezie (1707, Praha – 1756, Vídeň), která se v Praze v červnu 1723 provdala za knížete Josefa Viléma z Fürstenbergu (1699–1762). Jejich sňatek byl naplánován na termín pražské korunovace Karla VI. českým králem. Díky účasti celého dvora i zahraničních hostů na slavnostech se stal významnou mezinárodní událostí.
- Eleonora (1708–1723)
- Marie Josefa (*/† 1709)

Marie Terezie se stala také dědičkou značné části otcova majetku (Křivoklát, Lány, Nižbor, Krušovice, Dobrovice, Loučeň) a přispěla tak k domestikaci rodu Fürstenbergů v Čechách. Valdštejnské fideikomisy Duchcov a Třebíč zdědili synovci Jana Josefa František Arnošt z Valdštejna (1706–1748) a František Josef (1709–1771). 
Eleonora Marie z Valdštejna zemřela 20. září 1749. Po její smrti byla otištěna zpráva od Josefa Václava: „Gottseliges Leben und Tod Ihrer hochfürstlichen Excellenz der hoch- und wohlgeborenen Frau Frau Eleonore verwitweten und geborenen Gräfin von Waldstein“.